# Hrísey
Hrísey est une petite île de la côte nord islandaise, située à 35 km au nord d'Akureyri dans l'Eyjafjörður. L’île est desservie par un service de ferry partant de Árskógssandi et reliant l’île en 15 minutes. Depuis 2004, l’île n'est plus une municipalité à part entière et fait partie de la municipalité d'Akureyri.

## Géographie
Hrísey a une superficie de 8 km2. Elle fait 7,5 km de long et 2,5 de large à son point le plus large au sud de l’île. Hrísey est la deuxième plus grande île de la côte islandaise (après Heimaey dans les îles Vestmann). Elle repose sur une base de basalte datant de 10 à 11 millions d'années. Son point culminant se situe à 110 mètres au-dessus du niveau de la mer. Hrísey possède une source géothermale fournissant les habitants de l'île en eau chaude.

## Histoire

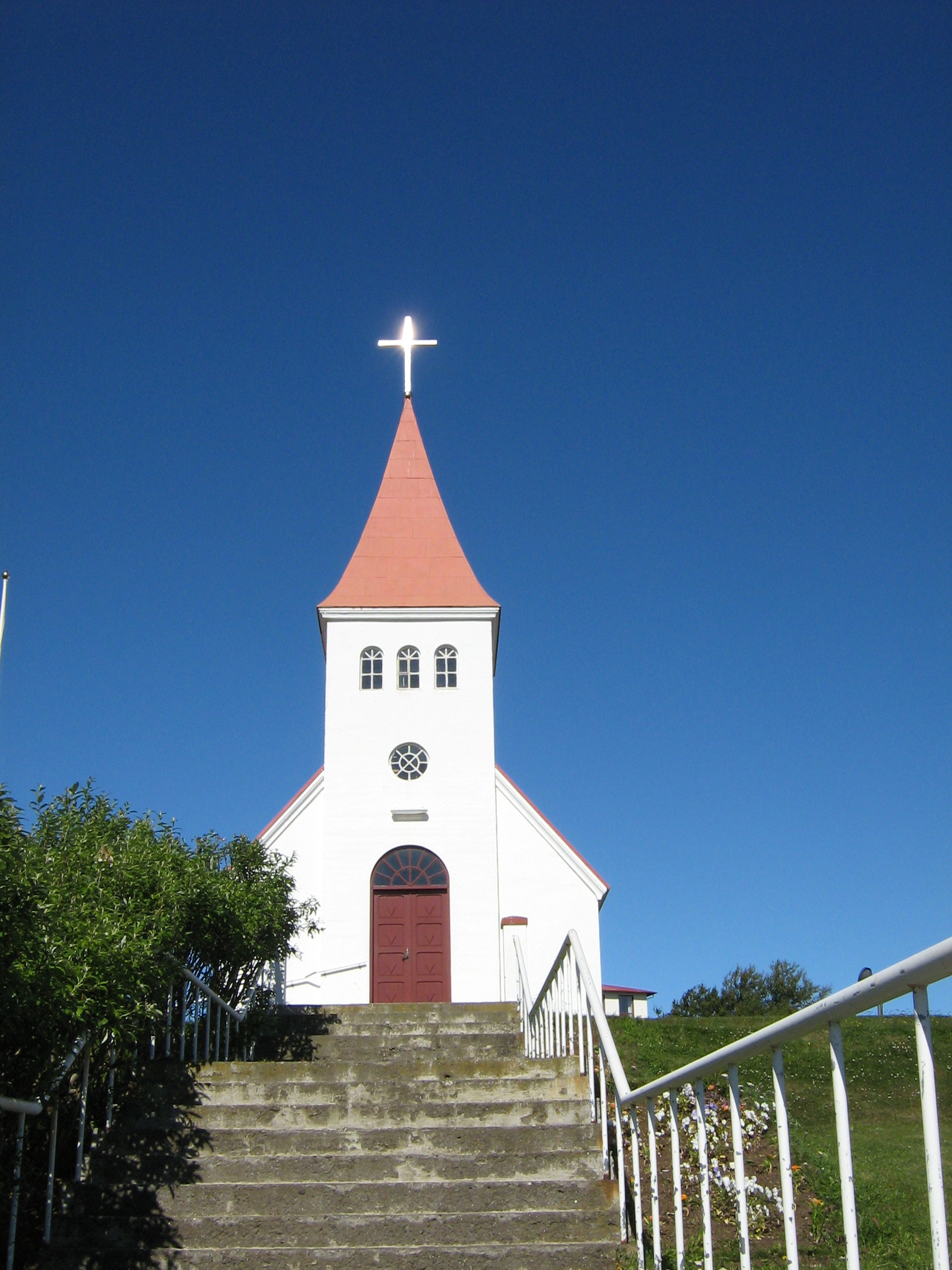
Hríseyjarkirkja, l'église de l'île de Hrísey

Hrísey a été habitée sans interruption depuis le début de la colonisation de l'Islande. L'île a vu ses premiers habitants s'installer au moment où Helgi le Maigre a colonisé l'Eyjafjörður. Ce dernier y plaça Steinólfur Ölvisson le Petit, qui y construisit une ferme (Syðstibær).
Historiquement, Hrísey a servi de base à l'industrie de la pêche, au début pour les Norvégiens et les Suédois, puis pour les Islandais eux-mêmes. À la fin du XIXe siècle, l’île possédait sa propre usine de salaison de hareng. Cependant, à partir des années 1960, la surpêche dans les eaux islandaises a entraîné le déclin de cette activité et la dernière usine de congélation de poisson de Hrísey (détenue par l'Eyjafjörður Co-operative Society) a fermé en 1999, ce qui a précipité le déclin économique de l’île et le départ de nombreux habitants.

## Aire protégée d'Islande
Plus récemment, Hrísey s'est fait connaître pour l'observation des oiseaux. En effet, ces derniers n'ont pas de prédateurs naturels sur l’île ce qui en fait un sanctuaire idéal. La partie nord de Hrísey, Ystabæjarland, est une réserve naturelle, et il est interdit d'abattre les oiseaux sur l'ensemble de l'île. Parmi les 40 espèces d'oiseaux que l'on peut y croiser, citons le lagopède alpin, la sterne arctique ou encore l'eider à duvet.